# Сулімов Павло Федорович
Павло Федорович Сулімов (25 грудня 1910 — 2 лютого 1991) — старшина Робітничо-селянської Червоної Армії, учасник Німецько-радянської війни, Герой Радянського Союзу (1944).

## Біографія
Павло Сулімов народився 25 грудня 1910 року в селі Шилівка (зараз — Горноуральский міський округ Свердловської області). Після закінчення десяти класів школи і курсів товарознавців працював у торгівлі в Нижньому Тагілі. У грудні 1941 року Сулімов був призваний на службу в Робітничо-селянську Червону Армію та направлений на фронт.
До листопада 1943 року старшина Павло Сулімов командував знаряддям 520-го стрілецького полку 167-ї стрілецької дивізії 38-ї армії 1-го Українського фронту. Відзначився під час визволення Києва. 3-6 листопада 1943 року розрахунок Сулімова брав участь у боях на вулицях Києва, завдавши противнику великих втрат у бойовій техніці та живій силі.
Указом Президії Верховної Ради СРСР від 10 січня 1944 року старшина Павло Сулімов був удостоєний звання Героя Радянського Союзу з врученням ордена Леніна і медалі «Золота Зірка».
Після закінчення війни Сулімов був демобілізований. Проживав і працював спочатку в Нижньому Тагілі, потім у Харкові.
Був також нагороджений орденами Червоного Прапора, Вітчизняної війни 1-го ступеня та медалями.

Меморіальна дошка на будинку, де мешкав Сулімов.

Помер 2 лютого 1991 року, похований на кладовищі № 15 у Харкові.